# Wola Wereszczyńska
Wola Wereszczyńska [pronunciación en polaco: /ˈvɔla vɛrɛʂˈt͡ʂɨɲska/] es un pueblo ubicado en el distrito administrativo de Gmina Urszulin, dentro del condado de Włodawa, voivodato de Lublin, en el este de Polonia. Se encuentra a unos 32 kilómetros al suroeste de Włodawa y a 45 kilómetros al noreste de la capital regional Lublin.